# Vicente Sanombo
Vicente Sanombo (ur. 23 października 1964 w Cangenge) – angolański duchowny katolicki, biskup Kwito-Bié od 2024.

## Życiorys
Święcenia kapłańskie otrzymał 6 listopada 1992 i został inkardynowany do archidiecezji Huambo. Był m.in. rektorem niższego seminarium oraz filozoficznej części wyższego seminarium w Huambo, proboszczem parafii katedralnej, wikariuszem generalnym archidiecezji oraz asesorem przy angolskiej Konferencji Episkopatu.
28 marca 2024 papież Franciszek mianował go biskupem diecezji Kwito-Bié. Sakry udzielił mu 23 czerwca 2024 arcybiskup Zeferino Zeca Martins.